# Ruma Barbero
Rumaldo Antón Barbero de Diego (Somió, Gijón, 3 de febrero de 1971), más conocido como Ruma Barbero, es un dibujante asturiano de cómic y músico. Entre 1990 y 1995 estudió la licenciatura en Bellas Artes en la especialidad de escultura por la Universidad de Salamanca.
Ruma Barbero es fundador en el año 1991, del grupo musical Felpeyu junto con el también dibujante Ígor Medio. El grupo fue fundado en Salamanca, ciudad en la que los dos músicos estudiaban Bellas Artes. También participaron en el inicio del grupo los hermanos gallegos Castor y Félix Castro. En este grupo Barbero llevaba el rol de percusionista. También colaboró en el terreno musical con el grupo Los Ciquitrinos.
En 1996 fue cofundador de la editorial Cactus Comics, en la que también participaron Ígor Medio, Javi Rodríguez, Andrea Parissi y Son. La editorial Cactus Comics publicó algunos de los títulos más destacados del cómic asturiano en esa época, como «Little Memo», «Los Aguarones», «Anselmo Ensombras» y «Love Gun». Asimismo, colaboró con la revista El Llapiceru y en el periódico Les Noticies con una tira dando su peculiar visión de la actualidad asturiana titulada Marcianaes (en asturiano: Marcianadas). Entre las colaboraciones de Barbero con los medios de comunicación, más allá de lo específicamente relacionado con el cómic, destacan sus colaboraciones con el diario gijonés El Comercio, El Diariu Independiente (ya desaparecido), Güei, la revista Interferencies o el Anuario de la Música Asturiana, publicación en la que la realiza primera fotonovela en asturiano conocida.
Fue profesor de secundaria entre los años 1996 y 1998.
Junto a Xosé Antón García-Sampedro, conocido como Son, ganó algunos premios autonómicos de cómic como “El Llapiceru”.
En su faceta como diseñador gráfico, destacan las carátulas de los discos de Felpeyu, La Bandina, DRD, Verdasca, Blima, Tuenda, Duerna, Música Tradicional d'Allande, Música Tradicional en conceyu L.lena o Música Tradicional en concechu Quirós. Asimismo es autor de numerosos carteles teatrales para la compañía Nun Tris, y de conciertos y festivales de música.
En 2009 ganó el premio "Alfonso Iglesias" de cómic por "Manzajú", una novela gráfica autobiográfica.
A medio camino entre el cómic y el diseño gráfico está el Cómic-CD de Los Ciquitrinos “Faciendo l'indio” (2009) del que también es autor.
Desde 2011 publica el fanzine digital "Aguantando Cachones", con obra inédita y recopilación de trabajos anteriores.
Es miembro "fundidor" de la revista web satírica "Fundición Príncipe de Astucias" (en referencia a la Fundación Príncipe de Asturias) desde septiembre de 2012.
En noviembre de 2012 editó "La Chelita. El Salvador 1992", una novela gráfica a partir de las vivencias y testimonios de cooperantes internacionales y veteranos de la guerrilla salvadoreña. Con este trabajo Ruma Barbero consiguió el premio al mejor libro en asturiano de 2012 que concede la Tertulia Malory. Un año más tarde, publica "Aguantando cachones", que recoge en papel las historietas que fue presentado en su blog desde el año 2011 hasta el mes de julio de 2013.
Otro parte a destacar de su trabajo es su labor como letrista para grupos como Felpeyu, Los Ciquitrinos, Tejedor, Blima, Pandereteres de Fitoria o para el proyecto Aire.

## Premios
- Premio Comarca de la sidra 2003, de cómic en asturiano, por Marcianaes, 2003).
- Premio Alfonso Iglesias 2009, de cómic en asturiano, por Manzajú (Suburbia Ediciones, 2010).
- Premio al mejor libro en asturiano de 2012, por «La Chelita», concedido por la Tertulia Malory.